# 김은선 (축구 선수)
김은선(한국 한자: 金恩宣, 1988년 3월 30일 ~ )은 대한민국의 전 축구 선수로서 포지션은 미드필더이다.

## 클럽 경력
2011시즌을 앞두고 광주 FC에 입단하면서 프로 무대에 데뷔했다.
2014시즌을 앞두고 수원 블루윙즈로 이적했다. 2014년 4월 13일 인천 유나이티드와의 경기에서 수원 이적후 데뷔골을 신고했다.
2019년 1월 3일에 과거에 음주 운전을 저질렀다는 사실이 드러나면서 수원 삼성 블루윙즈와의 계약이 해지되었다. 이후 프로연맹은 김은선의 음주운전에 대해서 15게임 출전 정지의 중징계를 내렸다.
그후 7개월 동안 팀을 찾아나서다 2019년 8월 2일 호주 A리그 멘 소속의 클럽인 센트럴코스트 매리너스에 입단하였다.
이후 11월 3일 퍼스 글로리 전에서 교체 출전하였다.

## 국가대표팀 경력
2015년 AFC 아시안컵을 앞두고 열린 국가대표팀 제주도 전지 훈련에 선발되었으나 아시안 컵 최종 엔트리에 들지는 못하였다. 2015년 3월 27일 우즈베키스탄, 뉴질랜드과의 경기에 나설 대표팀 명단에 포함되었으나 경기에는 출전하지 못하였다.

## 경력 통계

### 클럽
- 2018년 12월 12일 기준

| 클럽               | 시즌 | 리그 | 리그 | 국내 컵 | 국내 컵 | 리그 컵 | 리그 컵 | 대륙 대회 | 대륙 대회 | 합계 | 합계 |
| 클럽               | 시즌 | 출장 | 득점 | 출장    | 득점    | 출장    | 득점    | 출장      | 득점      | 출장 | 득점 |
| ------------------ | ---- | ---- | ---- | ------- | ------- | ------- | ------- | --------- | --------- | ---- | ---- |
| 광주 FC            | 2011 | 24   | 0    | 1       | 0       | 3       | 0       | -         | -         | 28   | 0    |
| 광주 FC            | 2012 | 34   | 8    | 1       | 0       | -       | -       | -         | -         | 35   | 8    |
| 광주 FC            | 2013 | 27   | 7    | 2       | 2       | -       | -       | -         | -         | 29   | 11   |
| 수원 삼성 블루윙즈 | 2014 | 37   | 3    | 1       | 0       | -       | -       | -         | -         | 38   | 3    |
| 수원 삼성 블루윙즈 | 2015 | 2    | 0    | 0       | 0       | -       | -       | 3         | 0         | 5    | 0    |
| 안산 무궁화        | 2016 | 21   | 0    | 0       | 0       | -       | -       | -         | -         | 21   | 0    |
| 안산 무궁화        | 2017 | 12   | 3    | 0       | 0       | -       | -       | -         | -         | 12   | 3    |
| 수원 삼성 블루윙즈 | 2017 | 7    | 0    | 0       | 0       | -       | -       | -         | -         | 7    | 0    |
| 수원 삼성 블루윙즈 | 2018 | 10   | 0    | 0       | 0       | -       | -       | 3         | 0         | 10   | 0    |
| 통산               | 통산 | 174  | 21   | 5       | 2       | 3       | 0       | 6         | 0         | 185  | 25   |

## 수상

### 선수
안산 무궁화 FC
- K리그 챌린지 : 우승 (2016)